# Frank-Michael Schober
Frank-Michael Schober (* 10. Juli 1951 in Spremberg; † 21. Januar 2013) war ein deutscher Politiker (DDR-CDU, ab 1990 CDU).
Schober war von Beruf Ingenieur für Nachrichtentechnik. Er trat 1971 in die CDU der DDR ein, die 1990 mit der CDU zusammenging. Von 1983 bis 1983 war er Ortsgruppenvorsitzender seiner Partei in Spremberg.
Von 1990 bis 1994 saß er im Landtag Brandenburg. Er wurde im Wahlkreis Spremberg-Calau I direkt gewählt.